# Al-Kateb v. Godwin
Pour les articles homonymes, voir Kateb.
Al-Kateb v. Godwin  (Al-Kateb contre Godwin) est un arrêt de la Haute Cour d'Australie, qui a statué le 6 août 2004 que la détention d'un apatride sans fixer de date pour un procès est licite. L'affaire concernait Ahmed Al-Kateb, un Palestinien né au Koweït, qui a déménagé en Australie en 2000 et a demandé un visa de protection temporaire en tant que réfugié victime de persécution. La décision de refus de sa demande par le ministère de l'Immigration a été confirmée par le Tribunal d'examen du statut de réfugié et la Cour fédérale d'Australie. En 2002, Al-Kateb a déclaré qu'il souhaitait retourner au Koweït ou dans la bande de Gaza mais, quand il a été découvert qu'aucun pays n'acceptait Al-Kateb — faisant de lui un apatride —, il a été détenu dans le cadre de la politique de rétention administrative. 
Les deux principales questions examinées par la Haute Cour sont de savoir si la loi de 1958 (Migration Act 1958) qui régit l'immigration en Australie permettait qu'une personne dans la situation d'Al-Kateb soit retenue en détention et, si oui, si cela est admissible en vertu de la Constitution de l'Australie. Une majorité de la cour a décidé que la loi permettait cette détention, et que la loi n'était pas inconstitutionnelle. 
La controverse entourant l'issue de l'affaire a abouti à un examen de la situation de vingt-quatre personnes apatrides dans les centres de rétention, dont neuf, y compris Al-Kateb, ont finalement reçu des visas et l'autorisation d'entrer dans le pays.